# Березняковское муниципальное образование
Березняковское муниципальное образование — муниципальное образование со статусом сельского поселения в 
Нижнеилимском районе Иркутской области России. Административный центр — поселок Березняки.

## Демография
По результатам Всероссийской переписи населения 2010 года 
численность населения муниципального образования составила 1983 человека, в том числе 952 мужчины и 1031 женщина.

## Населённые пункты
В состав муниципального образования входят населённые пункты
- Березняки
- Игирма[2]